# Willem Kieft
Willem Kieft (Amsterdam, 1600 – canale di Bristol, 1647) è stato un mercante e politico olandese.
Nato nel 1600 (o, secondo altre fonti, nel 1597), dopo aver vissuto fra l'Olanda, la Francia e la Turchia venne nominato Direttore Generale della colonia dei Nuovi Paesi Bassi nel 1637, succedendo a Wouter van Twiller; Kieft raggiunse la colonia solo il 28 marzo 1638.
Di temperamento energico, ma a detta di molti piuttosto ignorante dei principi di governo di una colonia, Kieft impose subito un regime autoritario; resosi conto delle condizioni critiche in cui versava New Amsterdam, il centro principale dei Nuovi Paesi Bassi, si attivò subito per una sua risistemazione, restaurando il forte, aprendo nuovi magazzini e costruendo persino una fabbrica di birra, la prima del Nuovo Mondo.
Nel 1639, l'anno successivo al suo arrivo a New Amsterdam, la Compagnia Olandese delle Indie Occidentali rinunciò al suo monopolio sul commercio delle pellicce nella colonia dei Nuovi Paesi Bassi; furono così tolti i freni all'immigrazione dalla madrepatria, provocando l'inizio di un periodo di crescita molto rapida della colonia.
Kieft fece costruire nel 1640 un sistema di difese tutto attorno a New Amsterdam acquistando dagli indigeni ivi residenti una serie di isolette intorno a Norwalk e a Long Island; nel 1642 la popolazione della città era di 800 persone, delle quali solo il 50% di origini olandesi. Kieft si adoperò anche per consentire lo sviluppo di una seria attività agricola e di allevamento, istituendo due fiere del bestiame e un mercato.
Le politiche di Kieft avevano portato una buona prosperità nella colonia, provocando d'altro canto fin dall'inizio molto malcontento fra le tribù indigene che abitavano la zona insieme agli europei da poco giunti. Kieft aveva privilegiato, per i suoi scambi commerciali, le tribù Mohawk a discapito delle altre popolazioni che abitavano la valle dell'Hudson; le occasionali rivolte venivano duramente represse facendo anche delle vittime. Kieft continuava però a ignorare i pericoli del crescente risentimento degli indigeni americani, oltre che la pericolosità delle situazioni create dalle frizioni fra diverse popolazioni di nativi.
Kieft, criticato anche all'interno della colonia (in particolare dal pastore Evardus Bogardus), decise di nominare un consiglio di dodici uomini per prendere delle decisioni in merito (dando origine così alla prima assemblea rappresentativa dei Nuovi Paesi Bassi), a capo del quale fu posto David de Vries. Questa assemblea andò contro di lui, consigliando la ricerca della pace con le tribù indigene; furioso, Kieft sciolse il consiglio proibendo per il futuro di rifondarlo, tornando così ad una situazione autoritaria e tirannica.
Nell'inverno 1642-1643, la tribù Wappinger venne duramente attaccata dai Mohicani, cercando rifugio scendendo verso sud nel sito dell'attuale Jersey City; pensando ad un attacco, Kieft ordinò di reagire con un brutale massacro, portato a termine poco dopo (l'evento divenne noto come massacro di Pavonia). Questa strage convinse le popolazioni locali ad unirsi, scatenando un'offensiva (che venne ricordata come guerra di Kieft) contro la colonia olandese che durò per i due anni successivi, terminando solo il 30 agosto 1645 con migliaia di vittime e la colonia di New Amsterdam ridotta ad una popolazione di 100 persone.
Nel 1646 a Kieft venne ordinato di dimettersi dalla carica di Direttore Generale della colonia; imbarcatosi nel 1647 per tornare in patria, morì all'imboccatura del canale di Bristol, nell'affondamento della nave che lo trasportava.